# Nüsttal
Nüsttal é um município da Alemanha, situado no distrito de Fulda, no estado de Hesse. Tem 45,5 km² de área, e sua população em 2019 foi estimada em 2.832 habitantes.